# Chirita vestita
Chirita vestita är en tvåhjärtbladig växtart som beskrevs av D. Wood. Chirita vestita ingår i släktet Chirita och familjen Gesneriaceae. Inga underarter finns listade i Catalogue of Life.